# Potenciális energia
Potenciális energia - vagy más néven helyzeti energia - a fizikában az energia egyik formája. Az az energia, amellyel egy test rendelkezik potenciális erőtérben. A potenciális energia nagyságát mindig valamilyen nulla energiaszinthez viszonyítják. Mivel az energia munkavégző képesség, a potenciális energiát is Joule-ban mérik (J).
Potenciálos vagy konzervatív erőtérnek olyan erőteret nevezünk, ahol egy pontból egy másik pontba elmozdítva egy testet, mindig ugyanakkora munkát kell végeznünk, bármilyen útvonalat is használunk. Ilyen erőterek például a gravitációs erőtér, elektrosztatikus erőtér, rugalmas alakváltozás stb.

## Gravitációs energia
Egy test gravitációs potenciális energiája {\displaystyle U_{g}} egyenlő a munkával, amelyet az állandó gravitációs erő {\displaystyle F=mg} végez, amikor a testet egy adott helyzetből egy másikba mozgatja, h magasságba, és kifejezhető a 
{\displaystyle U_{g}=mgh\,}
ahol
{\displaystyle m} a test tömege
{\displaystyle g} a nehézségi gyorsulás
{\displaystyle h} a magasság
Ez az egyenlet jó közelítéssel használható a Föld felszínén, ahol kis magasságok esetén a nehézségi gyorsulás állandónak vehető. Űrhajók esetén vagy csillagászati számításoknál a nehézségi gyorsulás g nem állandó, hanem a távolság négyzetével fordítottan arányos, így a képletünket integrál formájában kell felírni. Egyenletes sűrűségű gömb esetén (közelítőleg ilyen egy bolygó is) a felszíntől h magasságra számítva az integrál a következő formát kapja:
{\displaystyle U_{g}=\int _{h_{0}}^{h+h_{0}}{Gm_{1}m_{2} \over r^{2}}dr}
ahol
{\displaystyle h_{0}} a gömb sugara,
{\displaystyle m_{2}} a gömb tömege és
G a gravitációs állandó.
Ha a test gömbszimmetrikus, mint például a Föld, akkor az erőtér egyenlő azzal, mintha egy ugyanolyan tömegű tömegponttal helyettesítenénk. A tömegközéppont bevezetésével ez az elv általánosítható bármilyen alakra és sűrűségre. A fentiek figyelembevételével egy test gravitációs potenciális energiája
{\displaystyle U_{g}={\frac {-Gm_{1}m_{2}}{r}}}
ahol
{\displaystyle U_{g}} egy test potenciális energiája, ha a potenciális energia 0 szintjét az r=∞ távolságban definiáljuk,
{\displaystyle m_{1}} és {\displaystyle m_{2}} a két test tömege,
r a távolság a két test tömegközéppontja között.
Meg kell jegyezni, hogy a potenciális energia mindkét testre azonos, így a teljes rendszer potenciális energiája 2×{\displaystyle U_{g}}. Megjegyezzük ugyancsak, hogy a potenciális energia 0 értékét az r=∝; távolságra szokás definiálni. Ez bizonyos esetekben matematikailag könnyebb kezelhetőséget tesz lehetővé. A következménye azonban az, hogy az ilyen módon elírt potenciális energia mindig negatív értéket vesz fel. Természetesen ez nem jelenti azt, hogy két pont potenciális energia különbsége is negatív volna.

### Rugalmas potenciális energia
Egy rugalmas húrban vagy rugóban tárolt rugalmas potenciális energia, ha rugómerevsége k, x megnyúlás esetén a Hooke-törvény integrálásából számítható:
{\displaystyle U_{r}=\int {kx}\,dx={\frac {1}{2}}kx^{2}}
Ezt az összefüggést gyakran használják mechanikai egyensúly számításához.

### Elektrosztatikus potenciális energia
Egy elektromosan töltött test elektrosztatikus potenciális energiája az a munka, melyet ahhoz kellene végeznünk, hogy a testet egy végtelen távoli pontból jelenlegi helyzetébe mozdítsunk, akkor, ha nincs jelen más (nem elektrosztatikus) erő a művelet folyamán. Ez az energia zérótól különbözik, ha egy másik elektromosan töltött test van a közelben. 
A legegyszerűbb esetben két pontszerű testünk van A1 és A2 q1 és q2 elektromos töltéssel. A W munka, mely szükséges ahhoz hogy A1-et a végtelenből A2-től d távolságra mozgassuk a következőképpen számítható:
{\displaystyle W={\frac {kq_{1}q_{2}}{d}}}
ahol k a Coulomb-állandó, vagyis {\displaystyle {\frac {1}{4\pi \epsilon _{0}}}}. 
Ezt az egyenletet úgy kapjuk, hogy a két test között ható Coulomb-erőt végtelentől d távolságig integráljuk.